# Faux Coupable (téléfilm, 2017)
Pour les articles homonymes, voir Faux Coupable.
Faux Coupable (Eyewitness) est un téléfilm américain réalisé par Andrew C. Erin (en), diffusé en 2017.

## Fiche technique
- Réalisation : Andrew C. Erin (en)
- Scénario : Nicholas Treeshin, Phillip J. Bartell et Jim Fall
- Photographie : Rion Gonzales
- Durée : 90 minutes
- Date de diffusion :
  -  France : 3 janvier 2017 sur M6

## Distribution
- Lindy Booth (VFB : Alice Ley) : Diana
- Craig Olejnik (VFB : Alexandre Crépet) : Louis
- Jon McLaren (VFB : Grégory Praet) : Chris
- Alexis Maitland (VFB : Célia Torrens) : Trudy
- Tomas Chovanec : Martin
- Mike Tarp : Brian
- Richard Nash : Max
- Sean Tucker (VFB : Simon Duprez) : l'officier Hayes
- Jasmine-Paris Smiley : Rachel